# She Past Away
She Past Away — турецкая постпанк группа, образованная в 2006 году. Группа была создана в городе Бурса Волканом Джанером (вокалист и гитарист) и Идрисом Акбулутом (бас-гитара). Группа известна своим музыкальным стилем дарквейв с постпанковскими корнями и готическим имиджем участников группы.
В 2015 году группу покинул бас-гитарист Идрис Акбулут, и Дорук Озтюркджан, продюсер группы, присоединился в качестве клавишника.
В декабре 2018 года, в интервью независимому музыкальному веб-журналу, Дорук Озтюркджан объявил о выпуске нового альбома в 2019 году и последующем турне по США.
31 мая 2019 года они выпустили в цифровом формате свой третий альбом «Disko Anksiyete», основанный в основном на звуках диско, но не отказывающийся от типичного звучания дуэта.

## Состав
Текущий состав
- Волкан Джанер — вокал, гитары (2006 — настоящее время)
- Дорук Озтюркджан — клавишные, драм-машина (2015 — настоящее время), производство (2009 — настоящее время)

Бывшие участники
- Идрис Акбулут — бас (2006—2015)

## Дискография

### Студийные альбомы
- Belirdi Gece (2012) Remoov / Fabrika Records
- Narin Yalnızlık (2015) Remoov / Fabrika Records
- Disko Anksiyete (2019) Remoov / Metropolis Records / Fabrika Records
- X (2020) Metropolis / Fabrika Records

### EP
- Kasvetli Kutlama (2010) Remoov

Синглы
- She (2021) / Ремикс трека Clan of Xymox
- Portal to the void (2021) / Ремикс трека Twin Tribes
- Excess (2021) / Ремикс трека Peturbator
- Inziva (2024) Metropolis Records / Fabrika Records